# 鸸鹋

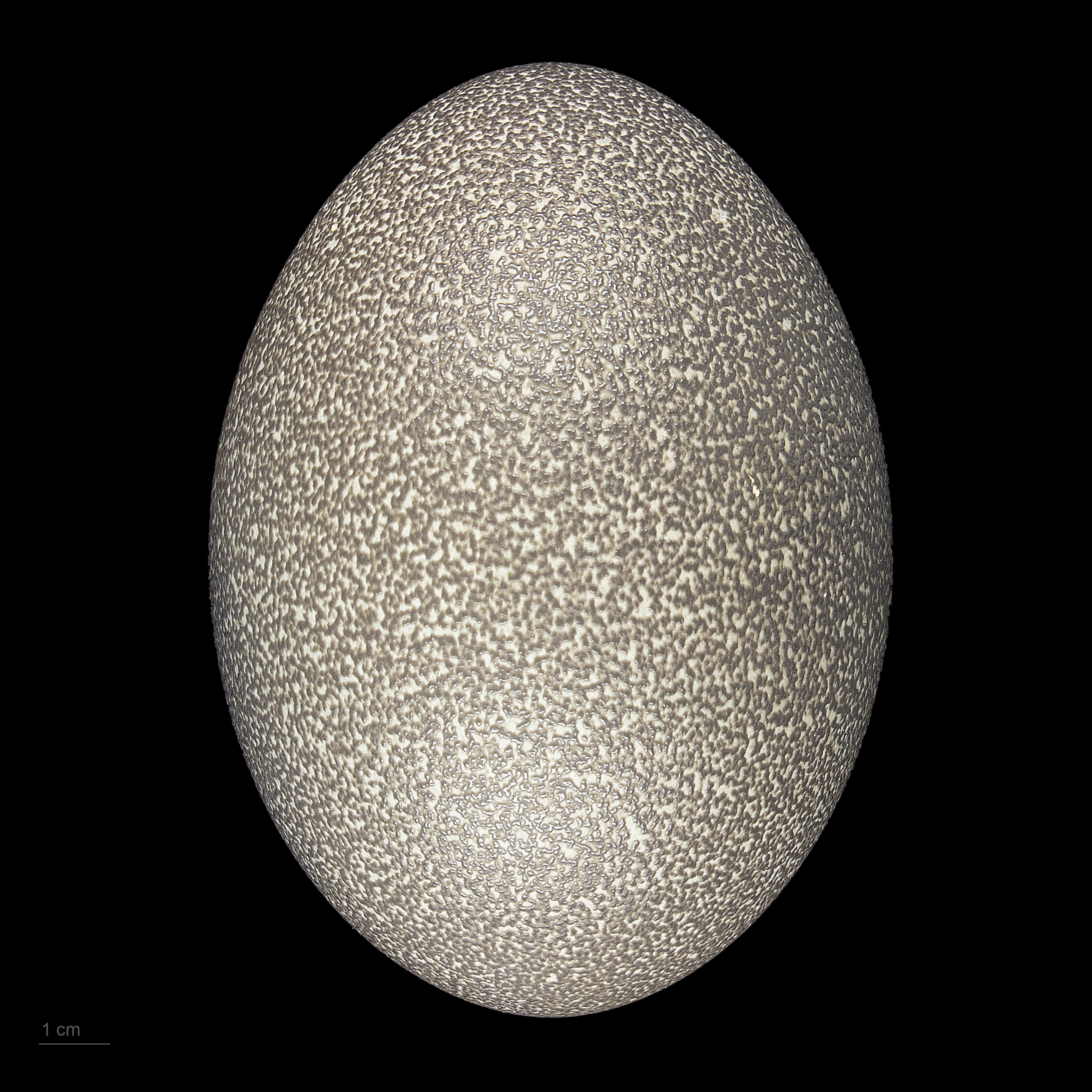
鴯鶓蛋

鸸鹋（音同“而苗”），別名澳洲鴕鳥，為鸸鹋属唯一的物种，是現存世上第二大的鳥類，僅次於鴕鳥。由於僅分布於澳洲，是澳洲國徽上的動物之一。

## 特徵
鴯鶓有三根腳趾且呈三趾腳型；這種適應奔跑的情況在其他鳥種身上也可看見，例如鴇和鵪鶉。
鸸鹋跟其他平胸类的鳥類一樣，雖然牠還保留有一對細小的翅膀，但已經不會飛行。鸸鹋的羽毛很柔軟，一根羽毛分為兩岔，毛色通常都是啡色。身高由1.5至2公尺，體重約45公斤，最多不超過60公斤，而雄鳥的體型通常較為細小。他們可以以快速和省力的小跑走很遠的路，衝刺時最快速度可以高達每小時80公里，每跨步可達3公尺。

## 习性
鸸鹋通常居住於人口稀少的地方，但不包括密林和沙漠。它们逐水草而棲息，是鳥類中的機會主義者。牠們愛追隨雨水，鸸鹋善於游泳，能夠橫渡河流，鸸鹋也常在水中嬉戲而非單純渡河，如果在日間遇到溪流，牠們也會倒臥在水中洗滌羽毛。
鸸鹋日常的食物有榖類、花朵、果實、嫩芽、昆蟲、幼蟲或任何可食用的東西。為幫助消化，他們還會吞下小石頭。雖然鸸鹋經常會吃掉農夫的農作物，但由於牠們亦愛吃農作物的昆虫，使農作物生長的更好，澳洲的農民對他們又愛又恨。
不同於需要結伴或者互相梳理羽毛的鸟类，鸸鹋基本上是獨居動物。牠們在到處尋找食物，雖然有時似乎成群活動，但這並非真正的社交活動，而只是在各自覓食的路上相逢罷了。
西澳的鸸鹋迁徙根據季節而定：夏季向北走，冬季向南走；但東部的鸸鹋遷移則相對隨意得多。鸸鹋每天正常走10至25公里，每季可遷徙1000公里以上，而已与雌性鸸鹋交配的雄鳥則會停留，為了照看雛鳥。

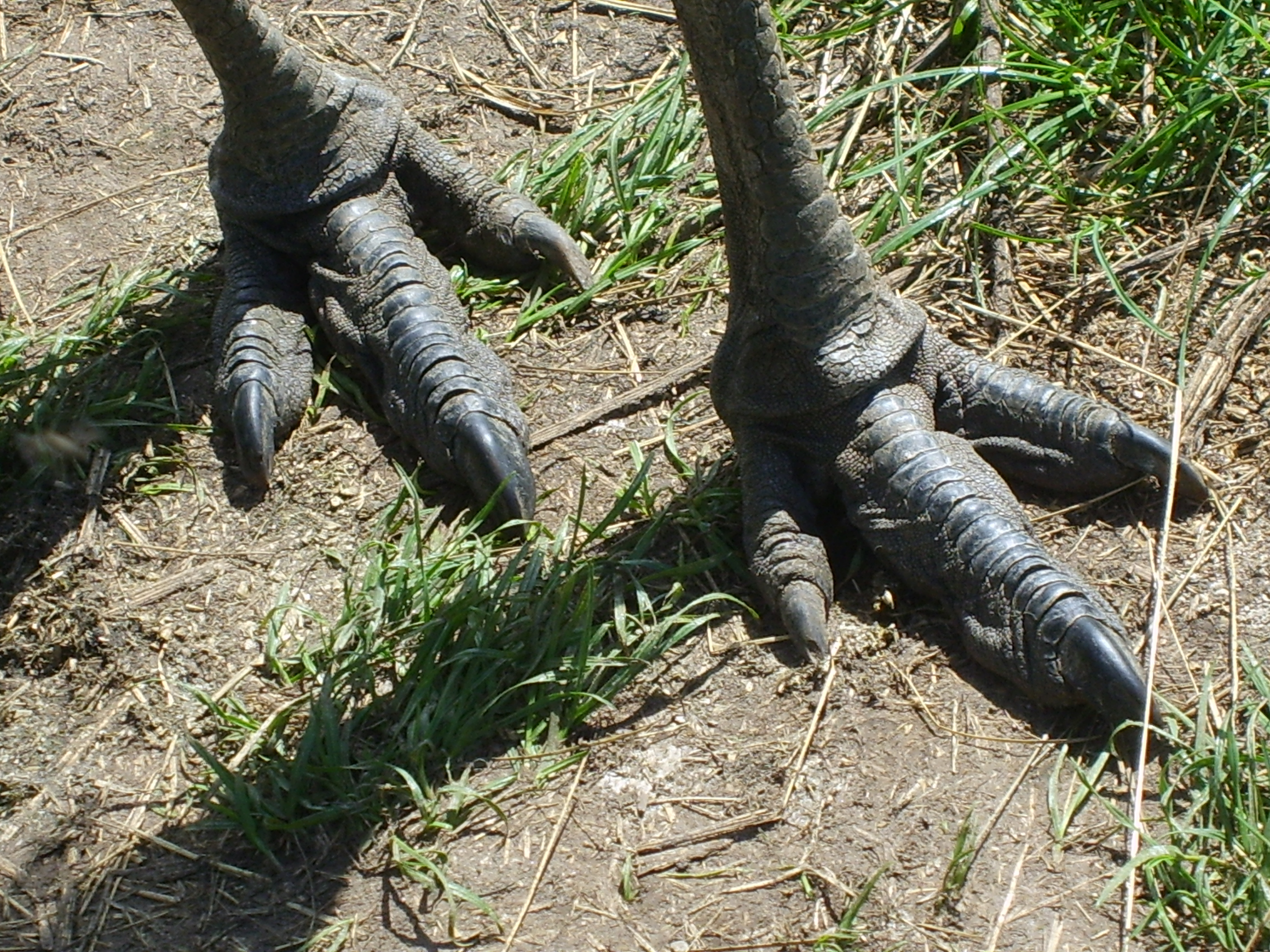
鴯鶓的腳趾

## 分类
歐洲人移居澳洲以前，澳洲有3种鸸鹋，而目前仅剩一种：
- 鴯鶓 Dromaius novaehollandiae
  - D. novaehollandiae novaehollandiae：鸸鹋指名亚种，也是現存数量最多的亚种。目前在澳洲大陸人煙較少之處仍然普遍，數量則因雨量多寡而常有改變，低至20萬，高至100萬，但通常也有50萬之數。澳洲南部及西南部農業地帶人口稠密，鴯鶓已经絕跡，但乾旱地帶的永久水源，令它们得以繁衍。
  - 塔斯曼尼亞鴯鶓（D. novaehollandiae diemenensis）：分布于塔斯马尼亚岛，于1850年代灭绝。
  - D. novaehollandiae woodwardi：分布于澳大利亚北部，体型瘦小，颜色暗淡。
  - D. novaehollandiae rothschildi：分布于澳大利亚西南，颜色较深，繁殖期颈部没有环。
- 袋鼠島鴯鶓 Dromaius baudinianus：由于狩獵及頻繁的火灾，大約于1827年間滅絕。目前在袋鼠島上的是1920年代从大陆运输过来的。
- 王島鴯鶓 Dromaius ater：大约是鸸鹋的一半大，1805年被猎人杀尽绝灭。一些个体曾在巴黎饲养，最后一只在1822年死亡。

## 繁殖
鸸鹋在仲夏时间配对，一对约占领30平方公里的领域。天气凉下之后，雄鸸鹋体内激素变动，食欲下降，开始在地上用树枝、树叶、树皮和草建巢。
雌雄鸸鹋每隔一两天交配一次，交配后鸸鹋会生下深绿色的蛋。这个蛋壳很厚，约550至600公克重。大约生了七个蛋之后，雄鸸鹋开始坐在蛋上孵蛋。从此雄鸸鹋不吃不喝，每天只因需要翻转蛋的时候才会站起来10次左右。在大约8周时间，它靠体内的脂肪生存，每天只喝一点晨露。孵化期需時8星期，在這段時期，雄鳥不會離開鳥巢。雛鳥在出生後會跟隨父親兩年。
雄鸸鹋开始孵蛋之后，雌鸸鹋继续生蛋，但是不再与他交配。雌鸸鹋一般下蛋8至10隻，有时也会有10-25只。與很多其他澳洲鳥類一樣，鸸鹋不实行一夫一妻制。每當雄鳥開始孵蛋，雌鳥便會與其他雄鳥交配。一窩雛鳥之中，可達一半是雌鳥與不同雄鳥生的孩子。
有些雌鳥會留守鳥巢直至雛鳥破殼而出，但大部份下蛋後不久便會離巢，而且往往在別處再築巢；如果天氣良好，一隻雌鸸鹋可以下三窩蛋。在熱帶北部，季節與澳洲相反，雨季在夏天，鸸鹋會在雨季前交配。據可靠的報告所述，如果雨季遲來，鸸鹋交配亦會順延。這個機制如何運作，至今人们仍未了解。
雖然有雄鸸鹋堅守鳥巢，但鸸鹋蛋仍然常被偷去，其中以巨蜥（goanna）為甚；不過據估計，每五隻孵出的小鸸鹋當中，有四隻可以平安長至成年。

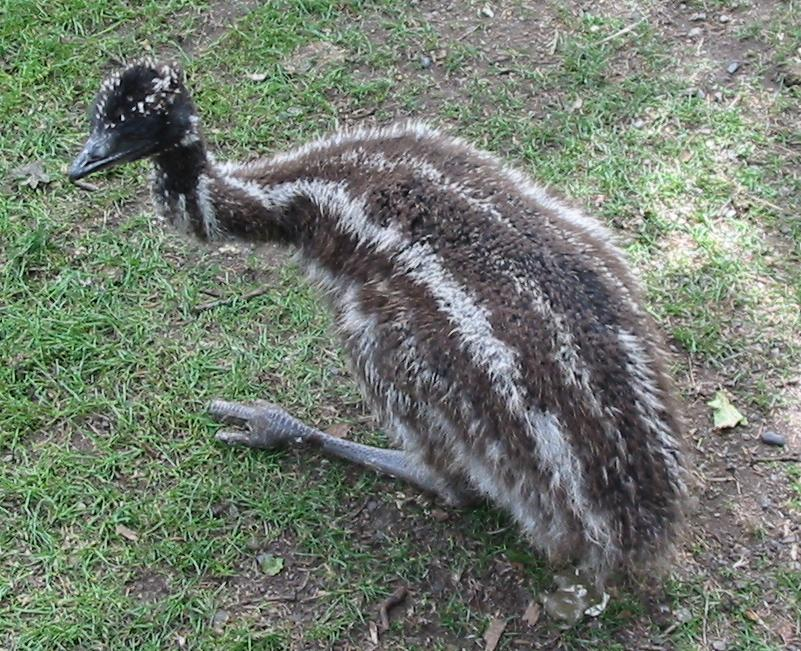
鴯鶓幼鳥有縱向條紋，能幫助它們偽裝

鸸鹋是早成雏，新孵出的小鸟很活跃，几天之后就可以离开巢。开始大约25厘米高，身上有棕黄色的条纹。3个月之后条纹淡化消失。鴯鶓父亲至少抚养它们6个月。
雄鸸鹋往往會收養任何流浪的雛鳥，只要這些小鳥不會大於雄鸸鹋自己的孩子。小鸸鹋长起来非常快（一周最多可以长一公斤），12到14个月之后就长成大鸟。它们很多和父母继续一起生活6个月，之后分家开始抚育第二代。野生鸸鹋可以活10年，家养的可以活20多年。

## 进化与适应
鸸鹋所屬的平胸总目与现在能飞的突胸总目的鸟分化很早。8000萬年前在澳洲平原奔馳的鸸鹋與現今的鸸鹋構造相當接近；恐龍橫行時，牠們的始祖已經出現並逐步进化出一些特殊的功能，可以在澳洲大陸隨著向北移動而變得愈來愈貧瘠、灼熱和乾旱的气候和环境下生存。
天熱時，鸸鹋會伸出舌頭喘氣，急促地呼吸，通过肺部蒸發水份來降溫。牠們能整天不停喘氣，而不會受血二氧化碳含量過低影響，但必須每天飲水以補充體液。不過，鸸鹋不會浪費水份：牠們在天氣清涼時正常呼吸，鼻腔通道的多重大皺摺令吸入的清涼空氣變暖，同時把鼻部的熱力帶走；呼氣時，較涼的鼻甲骨會令水份凝結，以供吸收再用。
鸸鹋的羽毛顏色清淡，只有尖端部份為黑色，羽毛尖端部份吸收陽光的熱力，內層的羽毛則形成隔溫層。鸸鹋步行時速為4至7公里，形成的氣流僅足以帶走羽毛尖端的熱力，因此當其他動物要遮蔭時，鸸鹋仍能在烈日底下覓食。

## 與文化關係

澳大利亚国徽，右為鸸鹋。

在澳洲民間傳說中，鸸鹋有預知那裏下雨的神秘能力，而且會不遠千里而至。這傳說並無根據，其實鸸鹋能感受到輕微的天氣轉變，特別是遠處的雲，更可能聽到遙遠的雷聲。
澳洲的国徽上有鸸鹋的形象。

## 與人關係

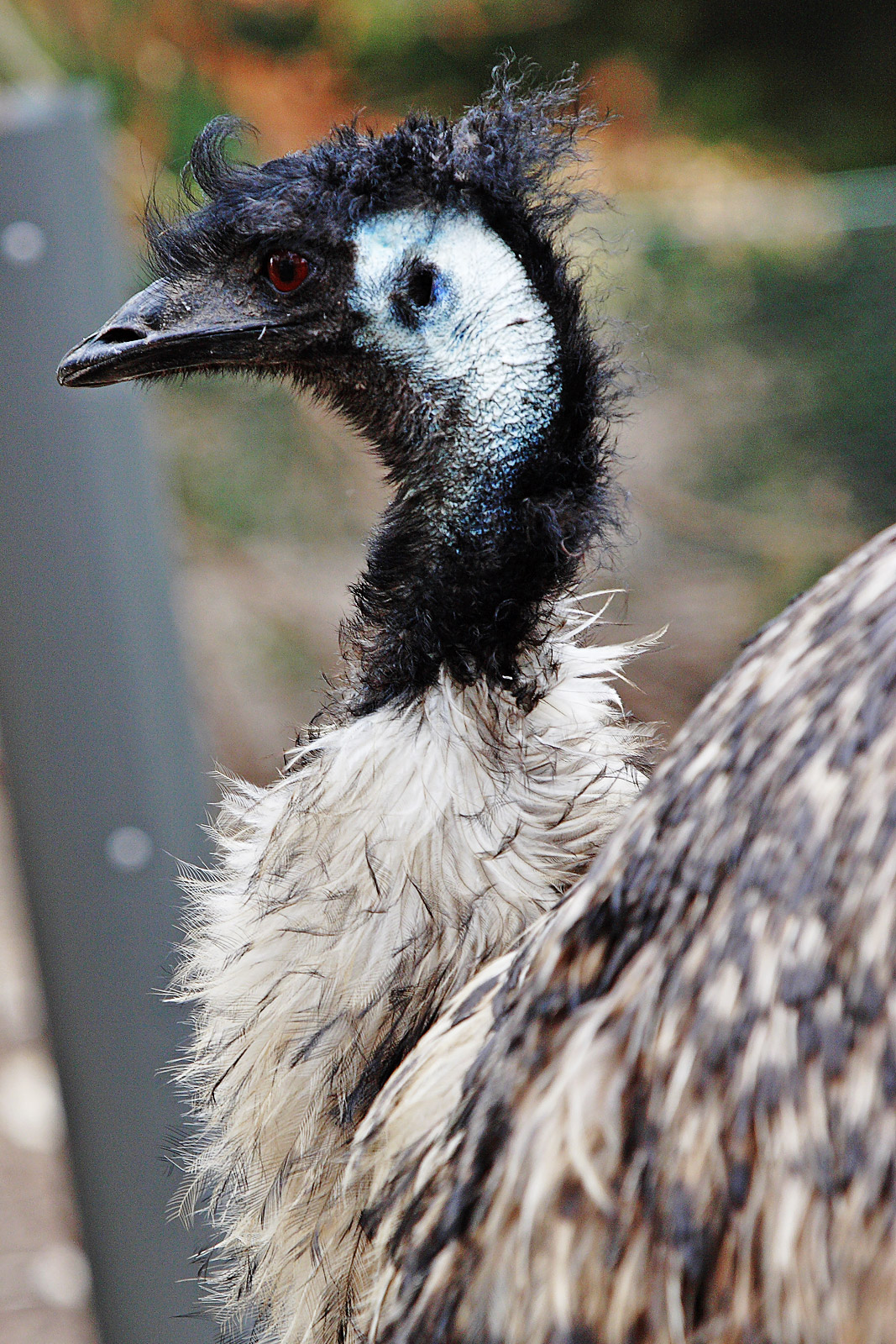
鴯鶓的眼睛呈金黃色到黑色。頸部的皮膚是青黑色

在野外走近正在孵蛋或照顧雏鳥的雄鴯鶓十分危險，因為牠們有強壯的腿肌和鋒利的爪子，足以令人肚破腸流。一般而言，鴯鶓是温柔的動物，不會傷害人類，遇到人類只會拔腿就跑。牠們也很有好奇心，有叢林知識的人，只要把一塊顏色鮮艷的手帕縛在樹枝上，再躲在草叢中舉起搖晃，便能吸引野生鴯鶓起近來查看。
鴯鶓長久以來都是原住民的文化和經濟體系中心。歐洲人也很快知道鴯鶓的蛋和肉的價值，也學懂了如何煮鴯鶓蛋，煮之前要先打開再放一整晚，以讓當中的油浮起方便除去。不過直至不久以前，鴯鶓也被當作害鳥，人們除之而後快，而不視之為可用的資源。
19世紀初，歐洲人用猎枪把兩个种和一個亞种的鴯鶓灭绝，而且還竭力要把剩下來的也消灭掉。不過鴯鶓能在荒蕪廣寬的平原上隱藏起來，从而躲过了劫难。畜牧業認為鴯鶓與牲口爭奪食物和水源；當然這指控也是真確，但卻忽視了鴯鶓作为生态系统的一部分，對土壤的幫助、和吃掉大量蝗蟲和毛蟲等害蟲的貢獻。
種麥的農民則比較擔心了：因為鴯鶓既喜歡吃柔軟的麥芽，也愛吃成熟的麥子。更壞的是很難用欄柵阻擋鴯鶓，即使牠們不是為吃麥子而來，也會把牠們沿途的成熟麥子踏平。1901年，西澳洲的農民築起了一道1,100公里長的高圍牆以阻擋鴯鶓。雖然這道牆保護了麥子，但郤同時影響了遷移路線；在情況最壞年份，多達5萬隻鴯鶓撞在牆上，活活餓死。
鴯鶓跟袋鼠都是澳洲国徽上的原生物種，但是牠们在建国初期都没有受到保护。
1932年，在大蕭條高峰期的一個乾旱的夏天，西澳洲農民召喚軍隊參與一場「鴯鶓戰爭」，而且用上裝在貨車上的機關槍。幾天之內，軍隊嘗試與敵人交手，杀死了一些鴯鶓，軍隊也學到了一些戰場上的快速動作。砲隊司令馬里帝茲（Major Meredith）少將其後說：「假使我們有一個師團有這些鴯鶓的載彈能力，這個師在世上便無往而不胜了。」由于不能決定浪費的彈藥由誰支付，此次實驗很快便結束。
1988年，鴯鶓早已受法律保護了，而西澳在對待鴯鶓方面不再愚昧無知，西澳政府向Willuna Station的原住民發出了許可証，允許他們購買鴯鶓雛鳥。各州的原住民和歐洲地主於是紛紛學習養殖鴯鶓，鴯鶓商品的市場亦迅速發展。雖然最初的熱潮隨即冷卻，但今天澳洲仍有約250個鴯鶓農場，海外則更多。
鴯鶓體内有很多脂肪，鴯鶓油用途也很廣泛，特別是治療肌肉疼痛和扭傷。鴯鶓皮也是優質的皮革材料；鴯鶓肉則脂肪量少而富於蛋白質，味道近似牛肉，據說味道不錯，但頗帶羶味。至於鴯鶓蛋，由於蛋殼很厚，因此常用於雕刻，鴯鶓羽毛也很受市場歡迎。
鴯鶓適合於變差了或過度放牧的草地上飼養，因為牠們不像牛或者綿羊会壓實泥土或破壞草根，鴯鶓的糞便也能讓原生植物漸漸復原。

## 名字由来
鸸鹋这個名字從英语 emu 音譯而來，而英語名称是對其叫声的模擬。